# Divisiones Regionales de la Región de Murcia 2006-07
Las divisiones regionales de fútbol son las categorías de competición futbolística de más bajo nivel en España, en las que participan deportistas amateur, no profesionales. En la Región de Murcia su administración corre a cargo de las Real Federación de Fútbol de la Región de Murcia. Inmediatamente por encima de estas categorías estaba la Tercera División española.
En la temporada 2006-2007 las divisiones regionales se dividen en Territorial Preferente y Primera Territorial. Los tres primeros clasificados de Territorial Preferente ascendieron directamente al grupo XIII de Tercera División, aunque hubo tres ascensos más por compensación de plazas.

## Territorial Prefente

### Clasificación
|  |     | Equipos de fútbol     | PJ | Pts | J  | G  | E  | GF | GC | Dif |
|  | --- | --------------------- | -- | --- | -- | -- | -- | -- | -- | --- |
|  | 1.  | Muleño CF             | 38 | 93  | 29 | 6  | 3  | 92 | 26 | +66 |
|  | 2.  | CD Cieza              | 38 | 79  | 24 | 7  | 7  | 89 | 41 | +48 |
|  | 3.  | AD Ceutí Atlético     | 38 | 76  | 23 | 7  | 8  | 73 | 39 | +34 |
|  | 4.  | CF Santomera          | 38 | 75  | 22 | 9  | 7  | 76 | 33 | +43 |
|  | 5.  | Lorca Deportiva CF B  | 38 | 72  | 23 | 3  | 12 | 63 | 35 | +28 |
|  | 6.  | AD Vistalegre         | 38 | 67  | 18 | 13 | 7  | 58 | 37 | +21 |
|  | 7.  | CD Alquerías          | 38 | 64  | 17 | 13 | 8  | 58 | 33 | +25 |
|  | 8.  | Club Edeco Fortuna    | 38 | 62  | 17 | 11 | 10 | 57 | 41 | +16 |
|  | 9.  | Cartagena FC          | 38 | 54  | 16 | 6  | 16 | 48 | 57 | -9  |
|  | 10. | Murcia Deportivo CF   | 38 | 51  | 13 | 12 | 13 | 59 | 53 | +6  |
|  | 11. | AD Cehegín Atlético   | 38 | 45  | 11 | 12 | 15 | 38 | 48 | -10 |
|  | 12. | CD Pozo Estrecho      | 38 | 43  | 11 | 10 | 17 | 44 | 54 | -10 |
|  | 13. | CF Base Abarán        | 38 | 40  | 11 | 7  | 20 | 35 | 63 | -28 |
|  | 14. | CD Dolores de Pacheco | 38 | 40  | 10 | 10 | 18 | 38 | 61 | -23 |
|  | 15. | CD Plus Ultra         | 38 | 38  | 10 | 8  | 20 | 46 | 69 | -23 |
|  | 16. | Deportiva Minera      | 38 | 36  | 9  | 9  | 20 | 45 | 75 | -30 |
|  | 17. | Pinatar CF B          | 38 | 35  | 8  | 11 | 19 | 51 | 73 | -22 |
|  | 18. | CD Balsicas           | 38 | 34  | 8  | 10 | 20 | 44 | 91 | -47 |
|  | 19. | AD Guadalupe          | 38 | 26  | 6  | 8  | 24 | 44 | 77 | -33 |
|  | 20. | Nueva Vanguardia CF   | 38 | 22  | 6  | 4  | 28 | 37 | 89 | -52 |

Pts = Puntos; PJ = Partidos Jugados; G = Partidos Ganados; E = Partidos Empatados; P = Partidos Perdidos; GF = Goles Anotados; GC = Goles Recibidos; Dif = Diferencia de gol
|  | Asciende a Tercera División     |
|  | Desciende a Primera Territorial |

## Primera Territorial

### Grupo I

#### Clasificación
|  |     | Equipos de fútbol       | PJ | Pts | G  | E | P  | GF | GC | Dif |
|  | --- | ----------------------- | -- | --- | -- | - | -- | -- | -- | --- |
|  | 1.  | 4º Distrito CF          | 28 | 65  | 20 | 5 | 3  | 80 | 19 | +61 |
|  | 2.  | FB Yecla                | 28 | 62  | 20 | 2 | 6  | 77 | 27 | +50 |
|  | 3.  | Caravaca CF B           | 28 | 59  | 18 | 5 | 5  | 57 | 27 | +30 |
|  | 4.  | Ciudad de Cieza CF      | 28 | 54  | 16 | 6 | 6  | 59 | 34 | +25 |
|  | 5.  | ED Javalí Viejo-La Ñora | 28 | 51  | 14 | 9 | 5  | 53 | 24 | +19 |
|  | 6.  | AD Archena Atlético     | 28 | 50  | 15 | 5 | 8  | 52 | 36 | +16 |
|  | 7.  | Bullas CF               | 28 | 40  | 11 | 7 | 10 | 36 | 44 | -8  |
|  | 8.  | AD Santiago el Mayor    | 28 | 37  | 10 | 7 | 11 | 48 | 48 | 0   |
|  | 9.  | ACD JAF Patiño          | 28 | 37  | 11 | 4 | 13 | 44 | 66 | -22 |
|  | 10. | UD Infante              | 28 | 36  | 10 | 6 | 12 | 33 | 48 | -15 |
|  | 11. | AC Murcia-Molina        | 28 | 23  | 6  | 5 | 17 | 30 | 62 | -32 |
|  | 12. | EMF AD Cotillas CF      | 28 | 22  | 6  | 4 | 18 | 49 | 65 | -16 |
|  | 13. | Blanca CF               | 28 | 20  | 5  | 5 | 18 | 24 | 53 | -29 |
|  | 14. | Muleño CF B             | 28 | 19  | 5  | 4 | 19 | 21 | 66 | -45 |
|  | 15. | CD Alguazas             | 28 | 15  | 3  | 6 | 19 | 31 | 75 | -44 |

Pts = Puntos; PJ = Partidos Jugados; G = Partidos Ganados; E = Partidos Empatados; P = Partidos Perdidos; GF = Goles Anotados; GC = Goles Recibidos; Dif = Diferencia de gol
|  | Asciende a Territorial Preferente |

### Grupo II

#### Clasificación
|  |     | Equipos de fútbol      | PJ | Pts | G  | E  | P  | GF | GC  | Dif  |
|  | --- | ---------------------- | -- | --- | -- | -- | -- | -- | --- | ---- |
|  | 1.  | Atlético Pulpileño     | 29 | 73  | 23 | 4  | 2  | 86 | 18  | +68  |
|  | 2.  | CD San Cristóbal       | 29 | 65  | 19 | 8  | 2  | 85 | 27  | +58  |
|  | 3.  | La Hoya Deportiva CF   | 29 | 61  | 17 | 10 | 2  | 59 | 21  | +38  |
|  | 4.  | UD Paretón             | 29 | 60  | 18 | 6  | 5  | 80 | 36  | +44  |
|  | 5.  | CD Santiago Lo Campano | 29 | 53  | 16 | 5  | 8  | 82 | 54  | +28  |
|  | 6.  | Alhama CF              | 29 | 44  | 12 | 8  | 9  | 49 | 53  | -4   |
|  | 7.  | Atlético Los Garres    | 29 | 44  | 12 | 8  | 9  | 60 | 48  | +12  |
|  | 8.  | Armas del Rey CF       | 29 | 43  | 13 | 4  | 12 | 62 | 43  | +19  |
|  | 9.  | UD Zarcilla            | 29 | 40  | 11 | 7  | 11 | 54 | 53  | +1   |
|  | 10. | CD Lumbreras           | 29 | 35  | 10 | 5  | 14 | 32 | 41  | -9   |
|  | 11. | EF Torre Pacheco       | 29 | 26  | 7  | 5  | 17 | 33 | 51  | -18  |
|  | 12. | CF Almendricos         | 29 | 26  | 5  | 11 | 13 | 29 | 42  | -13  |
|  | 13. | AD Rincón de Seca      | 29 | 24  | 7  | 3  | 19 | 35 | 64  | -29  |
|  | 14. | Los Belones CF         | 16 | 13  | 4  | 1  | 11 | 13 | 39  | -26  |
|  | 15. | Roldán AD              | 30 | 11  | 3  | 5  | 22 | 37 | 82  | -45  |
|  | 16. | CCDA Ins-For-Fut       | 29 | 9   | 4  | 0  | 25 | 24 | 148 | -124 |

Pts = Puntos; PJ = Partidos Jugados; G = Partidos Ganados; E = Partidos Empatados; P = Partidos Perdidos; GF = Goles Anotados; GC = Goles Recibidos; Dif = Diferencia de gol
|  | Asciende a Territorial Preferente |